# St. Clair (Michigan)
St. Clair – miasto w Stanach Zjednoczonych, w stanie Michigan, w hrabstwie St. Clair.